# 諾福克廣場站

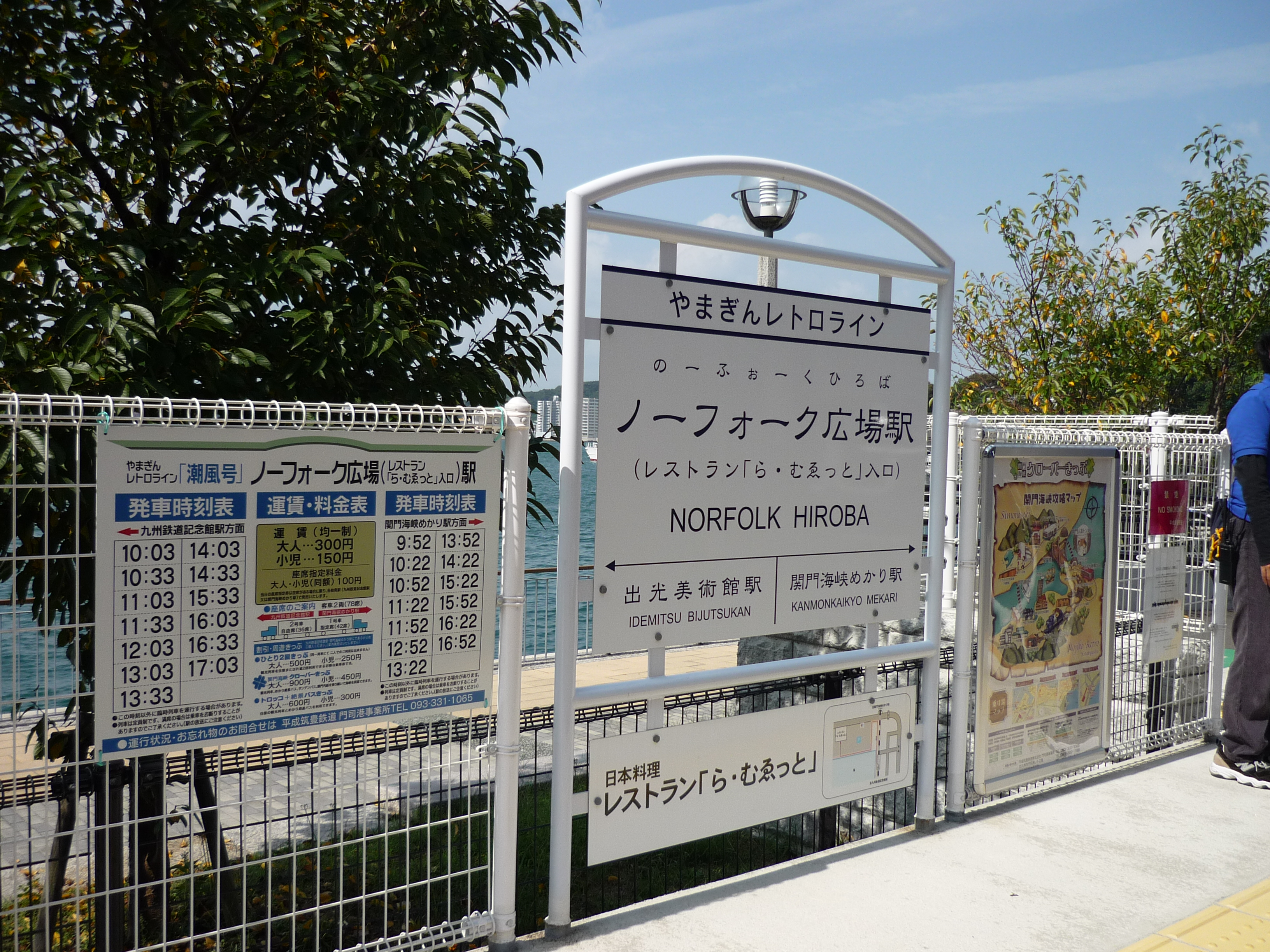
設有副站名的站名牌（2009年10月）

諾福克廣場站（日语：／ Norflok-Hiroba eki */?）是位於福岡縣北九州市門司區舊門司，平成筑豐鐵道的門司港懷舊觀光線（北九州銀行懷舊線）車站。在車站啟用當初，此站設有副站名「餐廳『La Muetto』入口」，隨著該餐廳結業，現時沒有副駅站。
在此站計劃階段，此站的暫定名稱為文字關站。

## 歷史
- 2009年（平成21年）4月26日 - 車站啟用[2]。

## 車站構造
車站是一座地面車站，設有1面1線的單式月台。此站是有人車站。月台設有斜道連接地面。

## 車站周邊
- 門司關址
- 和布刈公園（日语：和布刈公園）諾福克廣場

## 巴士路線
- 西鐵巴士北九州（日语：西鉄バス北九州）「舊門司二丁目」
  - 74 門司～戶畑線

## 相鄰車站
平成筑豐鐵道
門司港懷舊觀光線（北九州銀行懷舊線）
出光美術館－諾福克廣場－關門海峽和布刈

## 注腳
1. ↑  公式サイトの駅の紹介 （页面存档备份，存于）（2009年4月19日參閲）
2. ↑  最高速は15km/h【私鉄に乗ろう96】門司港観光レトロ線 その1 | 鉄道コラム | 鉄道チャンネル （页面存档备份，存于）（日語）

## 外部連結
- 諾福克廣場站 | 門司港懷舊觀光列車、潮風號 （页面存档备份，存于）（日語）